# 35e bataillon de tirailleurs sénégalais
Le 35e Bataillon de Tirailleurs Sénégalais (ou 35e BTS) est un bataillon français des troupes coloniales.

## Historique des garnisons, combats et batailles du35eBTS
- 16/09/1916 : le bataillon envoie 4 sergents 13 caporaux et 200 tirailleurs au 82e BTS
- 15/11/1918 : le bataillon reçoit des renforts du 122e BTS
- 01/03/1919 : le bataillon reçoit 4 sergents 27 caporaux et 370 tirailleurs du 82e BTS
- 22/04/1919 : le bataillon reçoit 281 hommes du 85e BTS à la suite de la dissolution de ce dernier
- 25/04/1919 : arrivée de 400 tirailleurs venant du 95e BTS à la suite de la dissolution de ce dernier

### Sources et bibliographie
Mémoire des Hommes